# 林登费尔斯
林登费尔斯（德語：Lindenfels，發音：[ˈlɪndn̩ˌfɛls]）是德国黑森州贝格施特拉瑟县的城市，面积21.09平方千米，2023年12月31日人口为5,378人。